# NGC 687
NGC 687 ist eine Linsenförmige Galaxie vom Hubble-Typ S0 im Sternbild Andromeda am Nordsternhimmel. Sie ist schätzungsweise 234 Millionen Lichtjahre von der Milchstraße entfernt und hat einen Durchmesser von etwa 90.000 Lichtjahren. Gemeinsam mit PGC 6807 bildet sie das isolierte Galaxienpaar KPG 42.
Im selben Himmelsareal befinden sich u. a. die Galaxien NGC 700, NGC 703, NGC 704, IC 1732.
Das Objekt wurde am 21. September 1786 von dem deutsch-britischen Astronomen Wilhelm Herschel entdeckt.